# Міттенвальд (залізниця)
Міттенвальдська залізниця (нім. Mittenwaldbahn, популярна назва нім. Karwendelbahn, тобто «залізниця Карвендель»), — залізнична лінія у Альпах у Австрії та Німеччині. Сполучає Інсбрук через Зеефельд (обидва у Тіролі, Австрія) та Міттенвальд з Гарміш-Партенкірхеном (обидва у Баварії, Німеччина).
Міттенвальдська залізниця була збудована як електрифікована місцева залізниця у 1910—1912 роках. інженерами та підрядниками Джозефом Рілем та Вільгельмом Карлом фон Додерером. Маршрут був відкритий 28 жовтня 1912 р. та управлявся спільно Австрійськими федеральними залізницями та Королівськими Баварськими Державними Залізницями. Лінія була однією з перших, яка працювала на однофазному змінному струмі високої напруги. Тому вона мала суттєвий вплив на розвиток стандартів електрифікованих залізниць у Центральній Європі. Разом з Ауссерфернською залізницею (нім. Ausserfernbahn), вона поєднує австрійський регіон Ауссерферн (на захід від перевалу Ферн) з Тіролем через Німеччину.

## Географія

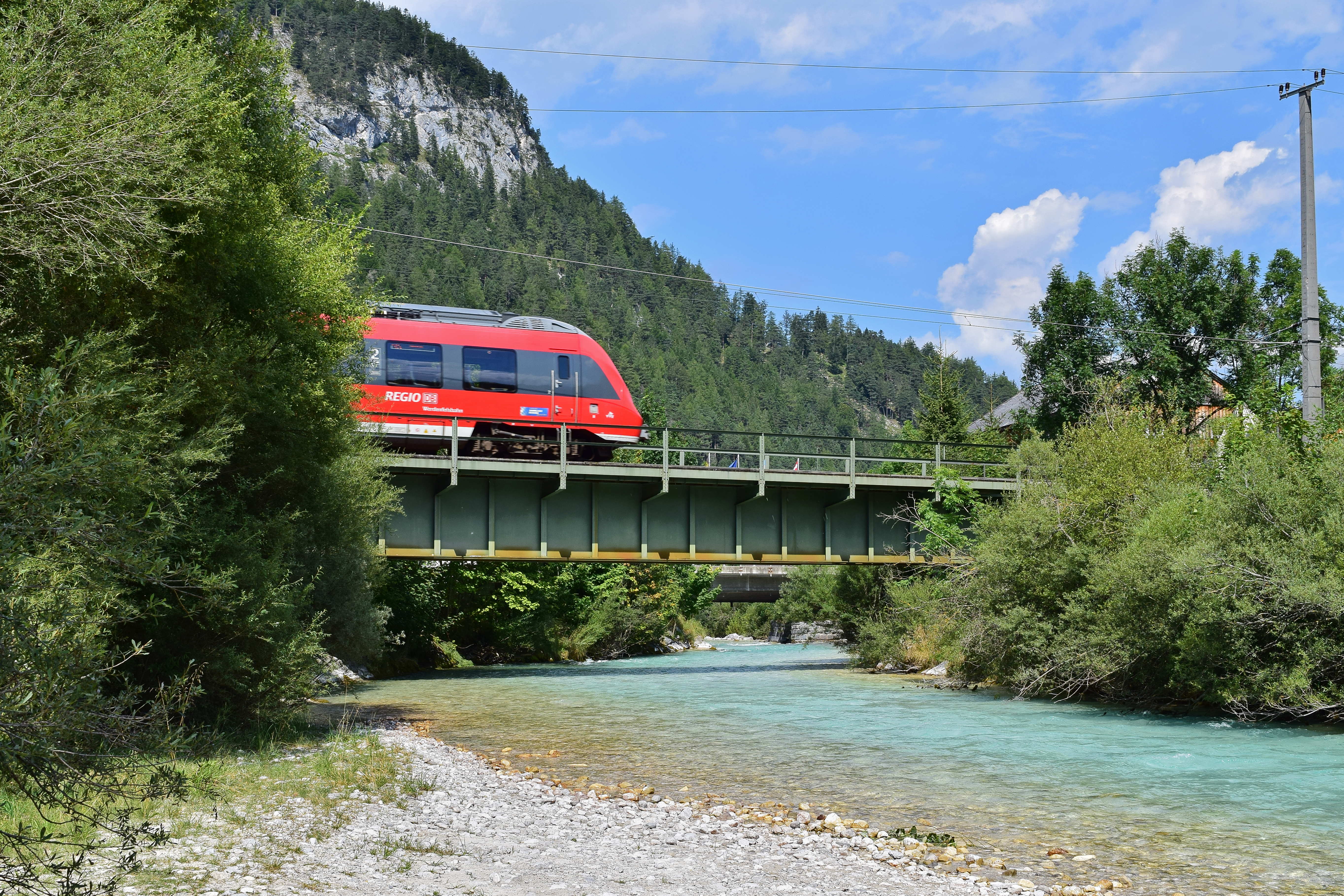
Залізниця Міттенвальд перетинає річку Ізар біля Шарніца

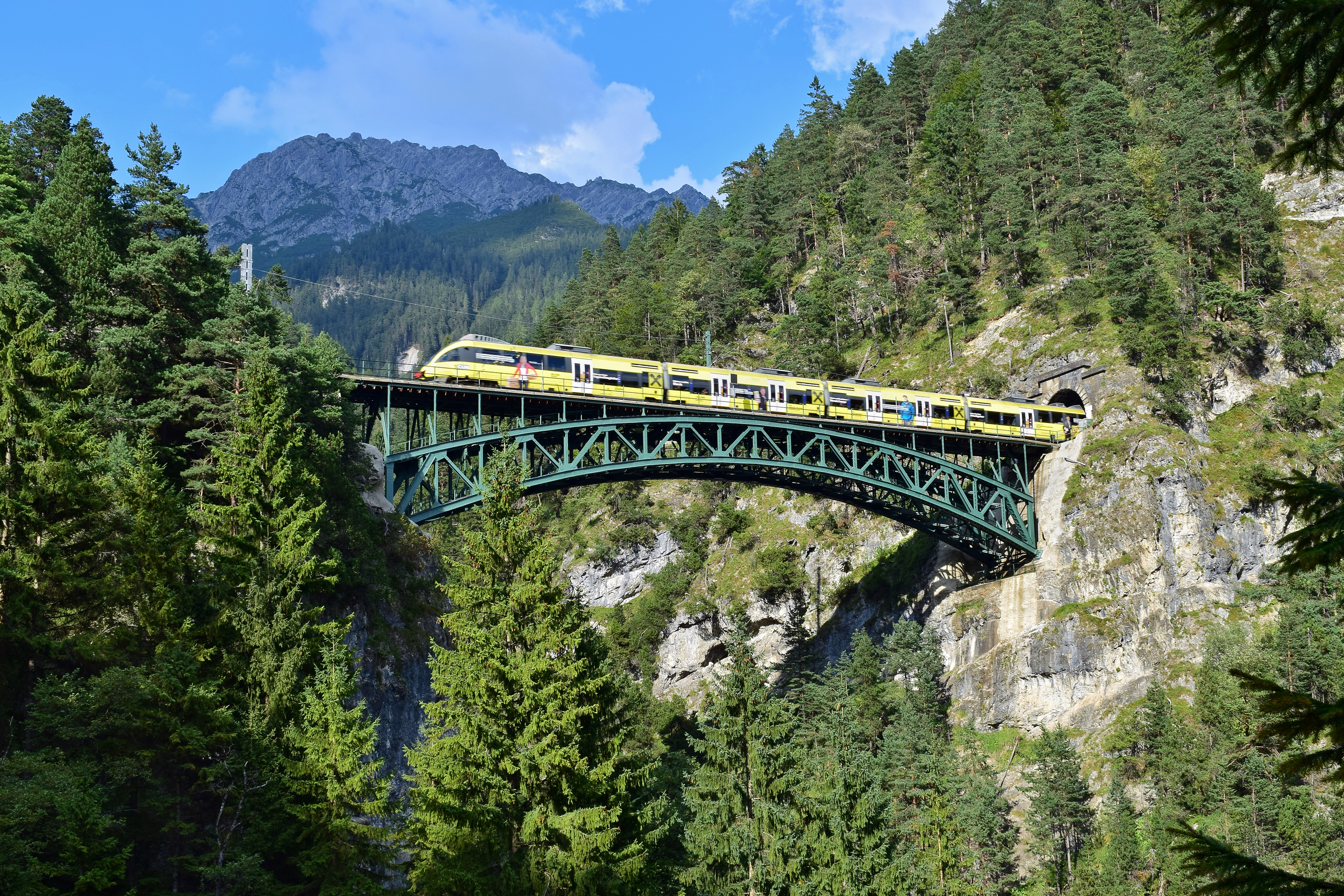
Міст через Шлоссбах

Залізниця Міттенвальд переважно спрямована у напрямку північ-південь між декількома гірськими грядами Північних Вапнякових Альп. На півдні вона прокладена по долині річки Інн від Іннсбрука через Хохцірль та повз гору Цірлер Берг до Зеефельда; Мімінгські гори розташовані на захід, а Карвендель — на схід.
Від Зеефельда залізниця прокладена між горами Карвендель зі сходу та Веттерштайн з заходу через Шарніцький перевал та австро-німецький кордон до Міттенвальду; на Шарніцькому перевалі протягом декількох кілометрів залізниця йде вздовж верхнього русла річки Ізар. Потім вона повертає на захід до Гарміш-Партенкірхена і біжить між хребтами Веттерштайн на південь та Естер з півночі.
Найбільш вартою уваги рисою залізниці є ділянка з багатьма тунелями по краю Стіни Мартіна (нім. Martinswand), гірській стіні між зупинками Кранебіттен та Хохцірль, у тому числі туннель Мартінсванд (1810,23 м) через стіну, найдовший на маршруті. Трохи на північний захід від Хохцірля, лінія прокладена по південній стороні Рауенкопф та південно-західній стороні Брунсткопф, перетинаючи річку Шлоссбах мостами та тунелями, як витягнута шпилька.

## Історія

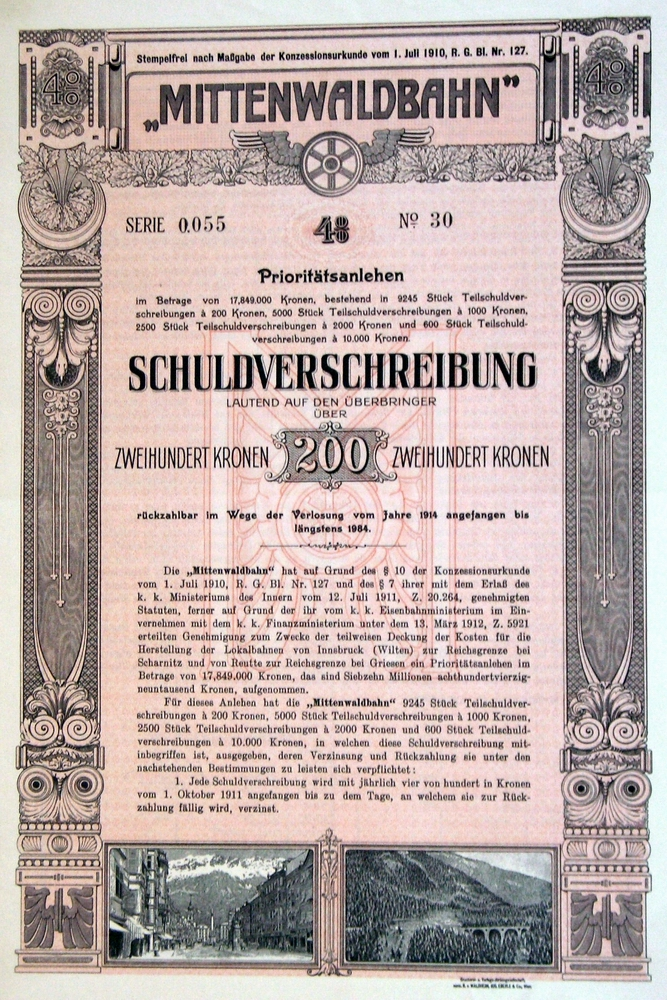
Збір фінансування для австрійської частини Міттенвальдської залізниці, Інсбрук, 1912

Інженер та підрядник Йосеф Ріль подав пропозицію наприкінці 1880-х років австрійському Міністерству торгівлі та економіки щодо будівництва дороги на схід від Інсбрука до Галля, а після повороту — в цілому на захід, тунелям вгору до Зеефельда. Для отримання концесії на цей проект знадобилось багато років обговорень щодо його фінансування, який не мав гарантії повернення коштів.
Коли Ріль нарешті отримав згоду влади на будівництво Міттенвальдської лінії на австро-угорській стороні кордону, він утворив консорціум з підрядником та інженером Вільгельмом Карлом фон Додером на будівельні роботи. Будівництвом управляли інженери Карл Іннеребнерон від імені Ріля та Аугуст Маєр від імені Додерера. Контракт охоплював всі питання, необхідні для роботи залізниці — крім власне будівництва, було включено придбання землі, вагонів та електровозів, електричного обладнання та електростанції. Фіксована ціна контракту становила 24,4017 млн. крон, які мали бути сплачені Рілю та фон Додереру, що несли всі ризики збільшення вартості робіт.
З огляду на кількість тунелів, Міттенвальдська залізниця була дорогим проектом по відношенню до довжини. Вона з самого початку планувалася електрифікованою. Для забезпечення електроенергією була збудована гідроелектростанція на річці Рютц поблизу Штефансбрюке у долині Штубай, з двома турбінами по 4000 кінських сил кожна. Після продовження лінії до Баварії, та частина лінії забезпечувалась електроенергією з ГЕС Вальхензее, будівництво якої було завершено 1924 року.
Незважаючи на труднощі, частина лінії на території Австро-Угорщини була збудована лише за 2 роки.
Баварська частина між Гармішем та Міттенвальдом почалася з запиту 1896 року ради Міттенвальда до Lokalbahn AG у Мюніху розробити проект продовження місцевої залізниці Мурнау–Гарміш-Партенкірхен (нім. Localbahn Murnau–Garmisch–Partenkirchen) до Міттенвальда. Цей шлях було відкрито 1 липня 1912 року, однак, всупереч плану, спочатку по ній курсували паровози, оскільки ні електростанція, ні електровози не були готові. На австрійській стороні залізниця була електрифікована з 28 жовтня 1912 року, на баварській — з 25 квітня 1913 року.
Під час другої світової війни, крутий підйом та короткі станції залізниці не дозволили її широке використання у постачанні потреб армії. 1945 року Міттенвальдська залізниця була визнана Союзниками стратегічно важливою і шість авіанальотів було здійснено на віадук Гурглбах. Також авіанальотам був підданий міст через Інн у Інсбруку.
Взимку 1950 року лавина зійшла по Стіні Мартіна, яка повністю поховала локомотив. Залізниця була відновлена за допомогою французьких окупаційних військ. 1968 року ця ділянка була убезпечена від лавин будівництвом захисного даху.
При підготовці до проведення Зимових Олімпійських ігор 1976 року у Інсбруку та Зеефельді всі станції залізниці були оснащені кольоровими сигналами, а станцію у Зеефельді перебудували. Суперструктура була адаптована таким чином, щоб поїзди і Deutsche Bundesbahn, і Австрійських федеральних залізниць могли курсувати залізницею.
При розширенні доріг у Інсбруку у 1980-х роках, лінію було піднято над дорогами та збудовано нові мости.

## Маршрут

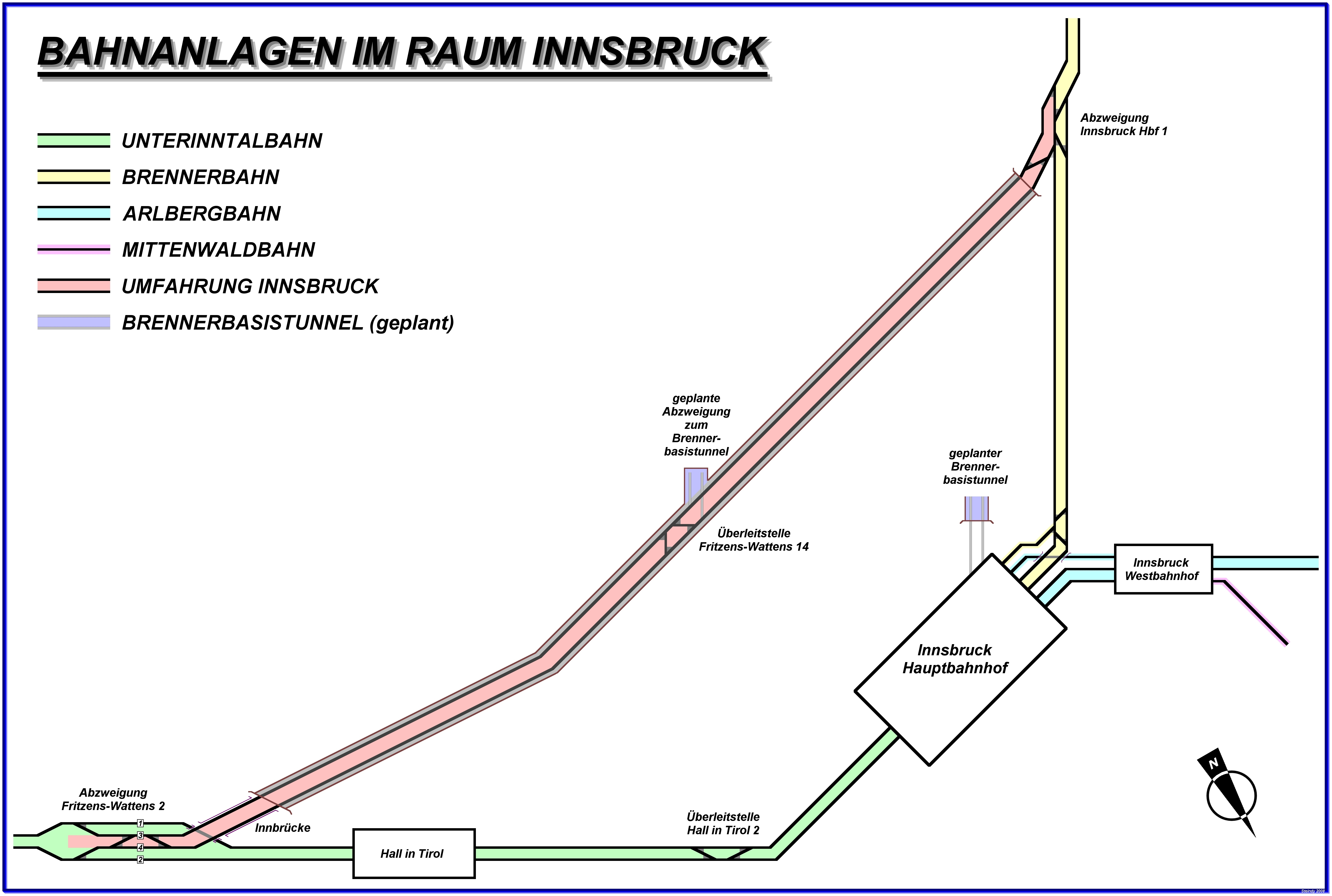
Залізниці довкола Інсбрука

Міттенвальдська залізниця має сміливий маршрут, спроектований залізничним інженером Йозефом Рілем. Лінія перетинає річку Інн по сталевому мосту та проходить крізь місто на піднятій платформі на захід та північ від вокзалу Інсбрук Вест.
Найбільший виклик будівництву залізниці створював різкий перехід від долини річки Інн до Стіни Мартіна та долини Шлоссбах. Залізниця перетинає долину Шлоссбах на висоті 60 метрів над дзеркалом води по залізному арковому мосту довжиною 66 метрів. Фінстертальский віадук буз збудований на карстовому схилі гори Хехенберг. Віадук на схилі, який потребує значно вищих опор на одній стороні, ніж на другій, був збудований на грабені Шлоссбаха. Віадук Кайзерштанд був збудований нижче руїн Фрагенштайну. Біля Райту був збудований віадук Гургелбах, а біля Шарніца — Ізарський міст.
Багато з мостів мають схожі розміри до мостів на Альбулабан, але там де у Швейцарії використовували камінь, у Тіролі використовували цемент. Тунелі також треба було посилити цементом через крихкий камінь гір.

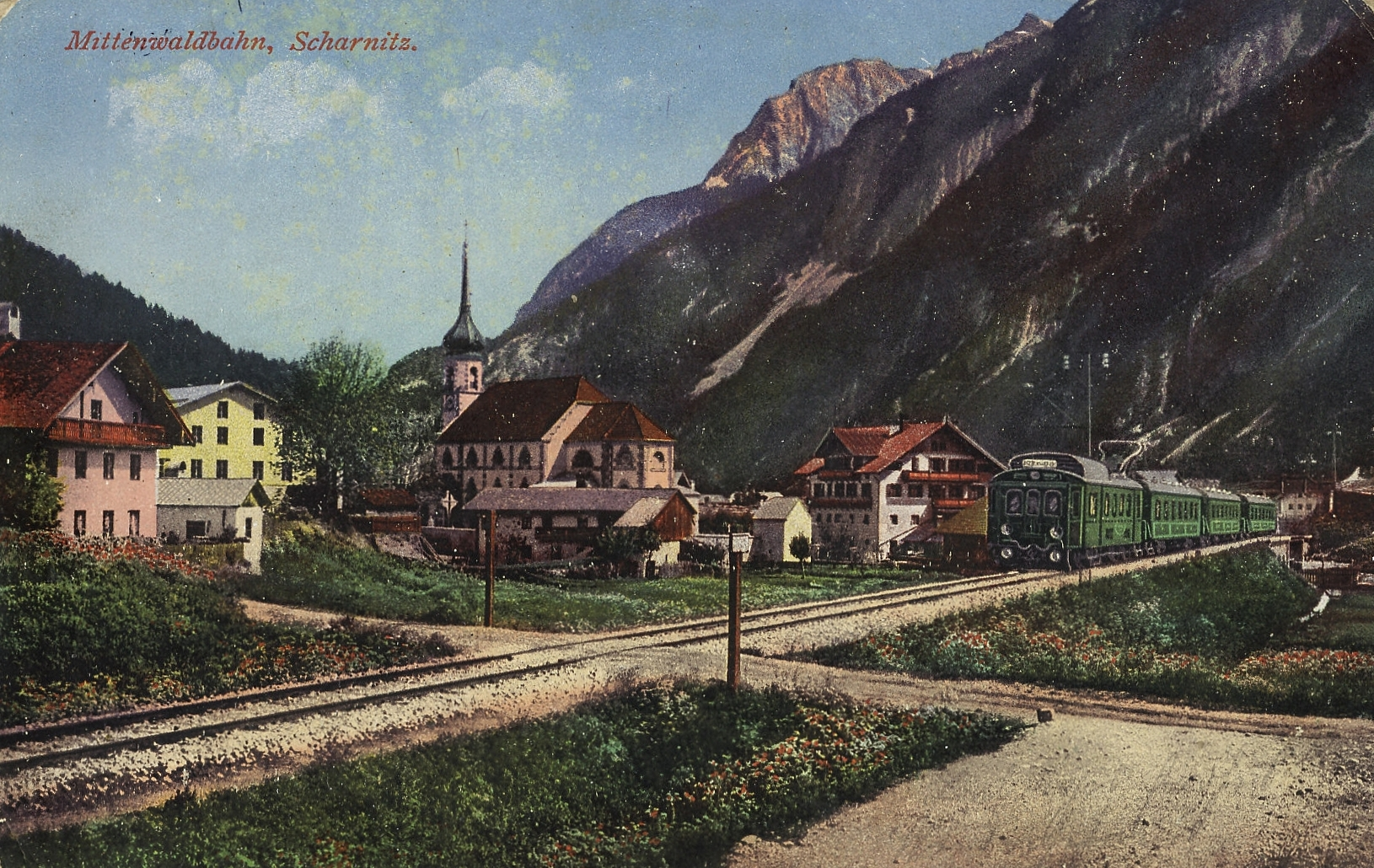
Шарніц 1912 року з новою залізницею Міттенвальд

Будівництво тунелів у Стіні Мартіна було особливо важким; знадобилось збудувати 17-кілометрову лінію електропередачі від Інсбрука лише для забезпечення роботи техніки. Дизельні локомотиви вивозили каміння до місць скиду. Просочення води зупинило роботи на західній частині тунелів і знадобилось встановлення електропомп для відкачування води. Через відсутність місця, бараки для працівників були збудовані значно нижче місця роботи. Для підвезення робочих та матеріалів від річки Інн була збудована фунікулерна залізниця.
Найменший радіус кривизни на залізниці Міттенвальд становить 200 м. Максимальний градієнт 3,8 % значно вищий ніж 3,1 % на Арльберзькій залізниці чи 2,6 % на Бреннерській залізниці.
На станції Інсбрук Вест лінія відділяється від Арлберзької залізниці та сягає найнижчої точки маршруту у Хеттінгу (580 м.н.м.). Найвища точка маршруту розташована на сідловині Зеефельд (1 184 м.н.м.). Ця різниця у висоті покривається за 19,2 кілометрів. Після сідловини, залізниця знижується з градієнтом до 3 % до Гарміш-Партенкірхена. Там вона з'єднується з залізницею до Мюнхена через Мурнау та Вайлгайма з Аусерфернською залізницею у напрямку Кемптена через Ройтте.

## Рейси
Міттенвальдська залізниця переважно обслуговує регіональний та туристичний трафік; міжнародні дальні перевезення, як правило, використовують маршрут Мюнжен-Іннсбрук через Розенгайм та Куфштайн (лінії Мюнхен-Розенгайм, Розенгайм-Куфштайн та Нижньої долини Інн). Але з початку 2010 року одна-дві пари поїздів Intercity-Express щоденно курсують з Берліна до Інсбрука через Мюнхен та Міттенвальдську залізницю, з зупинками у Міттенвальді та Зеефельді. Тому Зеефельд стала найвищою зупинкою Intercity-Express в Європі. Поїзди Regionalbahn (електрички, RB) з німецької сторони ходять щогодини, від Міттенвальда до Гарміш-Партенкірхена і далі до Мюнхена. З них половина ходить між Мюнхеном та Інсбруком через Міттенвальд; в Австрії вони мають позначення REX. З австрійської сторони лінія S5 регіонального «Tyrol S-Bahn» має щогодинні рейси від кордону у Шарніці через Зеефельд до Інсбрука.